# Sèdjè-Dénou
Sèdjè-Dénou est un arrondissement de la commune de Zè situé dans le département de l'Atlantique dans le Sud du Bénin.

## Géographie

### Administration
Sèdjè-Dénou fait partie des 11 arrondissements que compte la commune de Zè. il est composé de 07 villages que sont:
1. Agbohounsou
2. Agondénou
3. Agongbo
4. Aguiakpa
5. Sèdjè-Dénou
6. Sèdjè-Kpota
7. Sèdjè-Zounmey-Aga[3]

## Population et société
Selon le recensement général de la population et de l'habitation(RGPH4) conduit par l'institut national de la statistique et de l'analyse économique (INSAE), la population de Sèdjè-Dénou compte 1486  ménages pour 8947 habitants.